# Elaphoglossum perrierianum
Elaphoglossum perrierianum är en träjonväxtart som beskrevs av Carl Frederik Albert Christensen. Elaphoglossum perrierianum ingår i släktet Elaphoglossum och familjen Dryopteridaceae. Inga underarter finns listade.